# In vino veritas

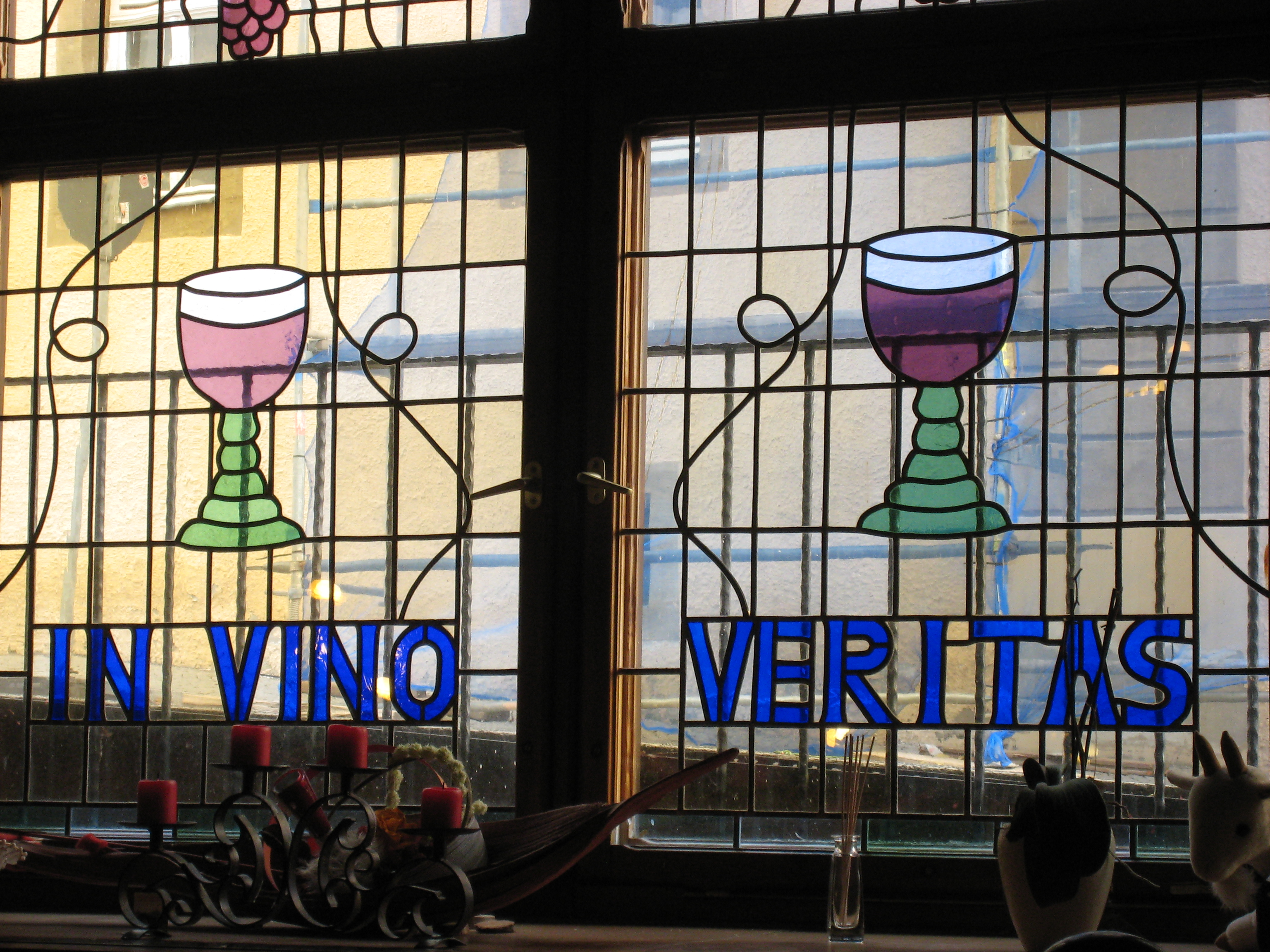
Glasraam in de Ratskeller van Ilmenau

In vino veritas is een Latijns spreekwoord dat in wijn zit de waarheid betekent.
De betekenis is dat mensen als ze dronken zijn hun ware aard tonen en de waarheid spreken.
Dit spreekwoord gaat terug op een passage in het werk Naturalis Historia (XIV, 141) van Plinius de Oudere: volgoque veritas iam attributa vino est, wat betekent: in het algemeen wordt de waarheid aan de wijn toegeschreven.